# Comuna Antunovac, Osijek-Baranja
Antunovac este o comună în cantonul Osijek-Baranja, Croația, având o populație de 3.703 locuitori (2011).

## Demografie
Componența etnică a comunei Antunovac
     Croați (95,98%)
     Sârbi (2%)
     Necunoscut (0,43%)
     Neclasificat (1,43%)
Componența confesională a comunei Antunovac
     Catolici (95,17%)
     Ortodocși (2,4%)
     Necunoscută (0,59%)
     Alte religii (1,84%)
Conform recensământului din 2011, comuna Antunovac avea 3.703 locuitori. Din punct de vedere etnic, majoritatea locuitorilor (95,98%) erau croați, cu o minoritate de sârbi (2,0%). Apartenența etnică nu este cunoscută în cazul a 0,43% din locuitori. Din punct de vedere confesional, majoritatea locuitorilor (95,17%) erau catolici, cu o minoritate de ortodocși (2,4%). Pentru 0,59% din locuitori nu este cunoscută apartenența confesională.